# Dolmen du Chezeau

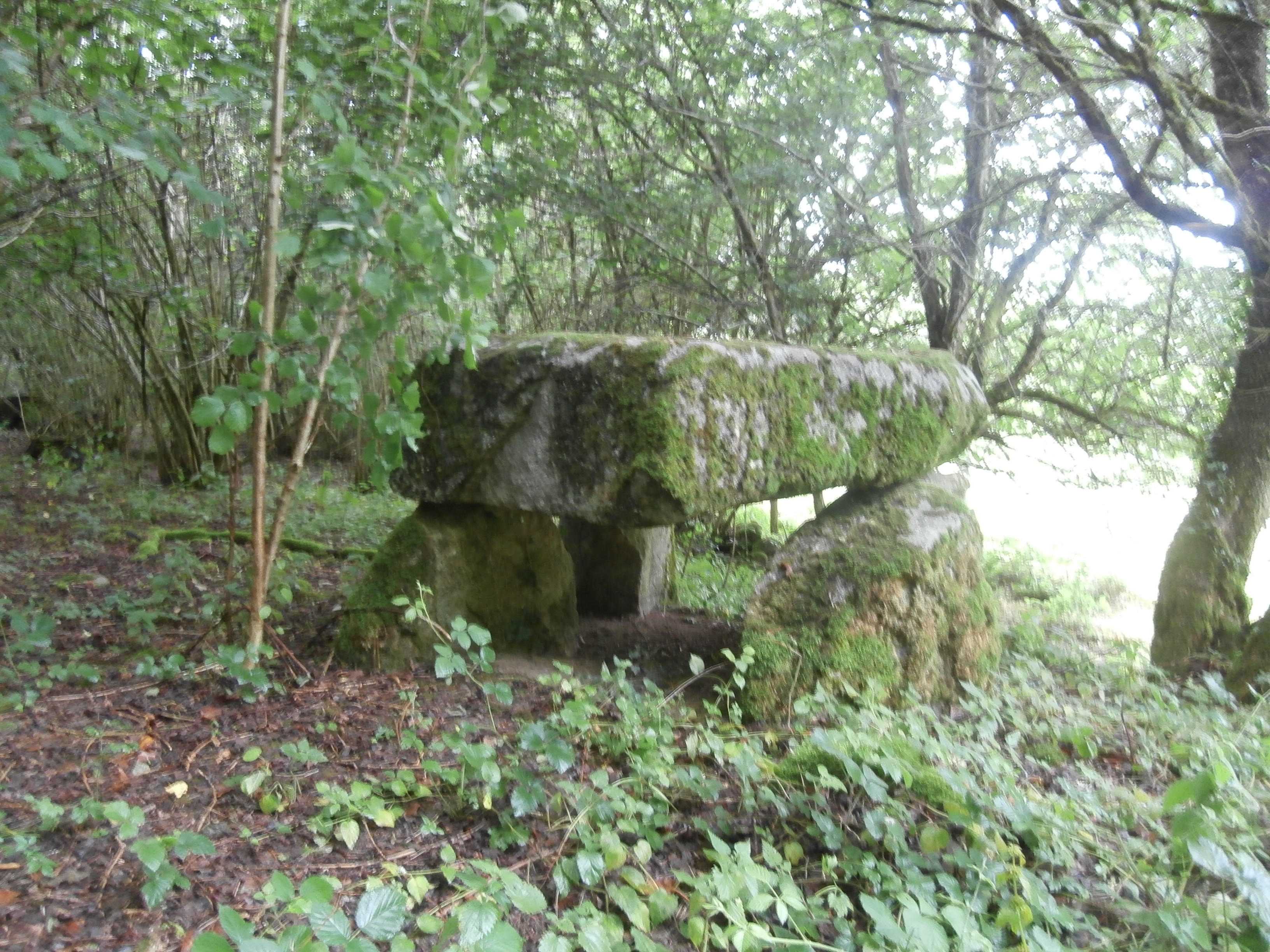
Dolmen du Chezeau

Der Dolmen du Chezeau (auch Dolmen du Cluzeau) liegt östlich von Saint-Yrieix-les-Bois im Département Creuse in Frankreich. Dolmen ist in Frankreich der Oberbegriff für neolithische Megalithanlagen aller Art (siehe: Französische Nomenklatur).
Der Dolmen simple mit einem massiven Deckstein auf drei seitlichen Tragsteinen liegt etwa 500 Meter südlich des Weilers Le Chezeau hinter den Ruinen eines galloromanischen Tempels.